# Steroid-17α-Hydroxylase
Die Steroid-17α-Hydroxylase (auch: Cytochrom P450 17, CYP17) ist das Enzym, das in Eukaryoten die Hydroxylierung und anschließende Deacetylierung von Steroiden an der 17-Position katalysiert. Diese Reaktion ist nicht nur für die Biosynthese der Hormone Dehydroepiandrosteron (DHEA) und Androstendion (ASD) notwendig, sondern auch beim Abbau von Steroiden (Biotransformation). Das Enzym ist wahrscheinlich ein Membranprotein. Mutationen im CYP17A1-Gen sind die Ursache für Adrenogenitales Syndrom Typ 5.

## Katalysierte Reaktionen
Die hauptsächlich katalysierte Reaktion ist die Hydroxylierung:
 + AH2 + O2 {\displaystyle \mathrm {\ \longrightarrow \ } }  + A + H2O
Als Beispiel ist die 17-Hydroxylierung von Progesteron zu 17α-Hydroxyprogesteron gezeigt. Auch Pregnenolon wird so hydroxyliert. Unter bestimmten Bedingungen wie Phosphorylierung des Enzyms und Vorhandenseins von genügend Elektronen kann Essigsäure abgespalten werden. Diese Reaktion heißt 17α-Hydroxyprogesteron-Aldolase (kurz: 17,20-Lyase) und findet am gleichen Zentrum wie die Hydroxylierung statt. Wie bei der Hydroxylierung kann auch das Pregnenolonderivat als Substrat herhalten:
{\displaystyle \mathrm {\longrightarrow CH_{3}COOH\ +\ } }

## Klinische Bedeutung
Der Hemmer der Steroid-17α-Hydroxylase Abirateron wird seit 2011 in der Therapie des kastrationsresistenten Prostatakrebs genutzt.